# Strojmetal Aluminium Forging
Strojmetal Aluminium Forging a.s. (dříve Strojmetal Kamenice) je strojírenský závod v obci Kamenice u Prahy na okraji Hornopožárského lesa. Jde o metalurgickou kovovýrobu, která se zabývá výrobou strojních součástek a dílů zhotovených z hliníku a jeho slitin pro energetiku, automobilový, letecký a další strojírenský průmysl.
V současné době tvoří velkou část kapacity závodu robotické linky, vyrábějící komponenty pro automobily zápustkovým kováním ze slitin hliníku za teplot okolo 500 stupňů. Zákazníkem této firmy je například německá automobilka Mercedes-Benz (2017). Firma je známá dlouhodobým sporem s obcí Kamenice o výstavbu nového slévárenského provozu.[zdroj?]
Kdysi areálem továrny procházela silnice II/107, která je nyní vedena obchvatem. Areálem závodu stále protéká Kamenický potok, na kterém se kdysi nacházel původní hamr. Nad závodem se nachází Hamerský rybník. Nedaleko od závodu se také nachází někdejší sídlo Ringhofferovy rodiny, kamenický zámek. Strojmetal jej odkoupil a chce v něm vybudovat učiliště pro své budoucí zaměstnance.

## Historie
Původně se jednalo o klasický hamr (vodou poháněnou strojní kovárnu), kterou poháněla voda z Kamenického potoka, kterou zde v roce 1820 zřídil podnikatel Josef Ringhoffer, původní závod zde tehdy vyráběl měděné díly určené pro pivovary a cukrovary. Společnost Strojmetal byla založena v roce 1822.[zdroj?]